# OLX
OLX (англ. OnLine eXchange) — платформа онлайн-оголошень, яка об'єднує людей для купівлі, продажу або обміну товарами та послугами. Станом на 2018 рік на майданчику зареєстровано 1,5 млн продавців, розміщено понад 11 млн оголошень і кожну хвилину додається близько 100 нових.

## Історія
Бренд OLX був заснований у березні 2006 року двома підприємцями — Фабрісом Грінда та Александро Оксенфордом. Компанія розпочала активну роботу з Індії: на той момент, це був один з найдинамічніших ринків у світі. У 2010 році OLX стає частиною медіагрупи Naspers. У 2012 році до команди OLX приєднується Мартін Шіпбауер (поточний виконавчий директор OLX Group). В цьому ж році OLX отримав статус найбільшого онлайн-ресурсу оголошень в Індії, а через рік — в Бразилії.[джерело?]
У квітні 2014 року сайти оголошень групи Naspers в Румунії, Болгарії, Казахстані, Білорусі, Угорщині та Польщі змінили свою назву на OLX. А у вересні український сайт оголошень Slando приєднався до мережі OLX Group і також провів ребрендинг.[джерело?]
З вересня 2015 року український сервіс є частиною міжнародної мережі майданчиків оголошень OLX Group, представленої в більш ніж 40 країнах світу.[джерело?]

## Ребрендинг в Україні
У 2011 році компанія купила сайт оголошень Slando.ua, а 15 вересня 2014 провела ребрендинг і змінила назву на OLX.ua, було додано українську версію сайту. На той момент платформу щомісяця відвідувало 4,5 млн користувачів. В кінці 2014 року український сайт онлайн-оголошень TORG.ua, що належав «Авіто», був проданий групі Naspers і також об'єднаний з сайтом OLX.ua.
Станом на 2018 рік на майданчику було зареєстровано 1,5 млн продавців, розміщено понад 11 млн оголошень і щохвилини додається близько 100 нових. OLX є найбільш відвідуваним сервісом оголошень в українському сегменті - кожен другий інтернет-користувач з України відвідує ресурс мінімум один раз на місяць.
Станом на 2021 рік щотижня на сервісі було 18,5 мільйона користувачів, які щомісяця відвідували платформу 55 мільйонів разів.

## Історія розвитку в різних країнах

### Казахстан
У Казахстані OLX з'явився в 2014 році в результаті ребрендингу сайту оголошень Slando.kz. Зміни торкнулися тільки назви і логотипу, а функціональність і дизайн сайту залишилися колишніми.
Станом на 2018 рік сервіс входило до ТОП-10 сайтів Казахстану, а безкоштовний мобільний застосунок OLX є одним із найкращих у країні, посідаючи 3 місце в рейтингу Forbes "ТОП-30 мобільних застосунків Казахстану".

### Узбекистан
В Узбекистані OLX з'явився у 2015 році, після того, як компанія купила сайт оголошень регіону - Torg.uz. Крім зміни назви, був проведений редизайн і зміна платформи.
На 2018 рік сайт входив у ТОП-3 найбільш відвідуваних ресурсів Узбекистану, за версією національної пошукової системи www.uz.

## Сервіс і можливості
Сайт надає платформу для онлайн купівлі / продажу товарів і послуг як приватним особам, так і представникам бізнесу. Користувачі OLX.ua можуть розміщувати свої оголошення, попередньо зареєструвавшись за допомогою мобільного телефону, електронної пошти або увійти через акаунти соціальних мереж. У формі подання оголошення необхідно додати опис пропозиції, фотографії та свої контактні дані. Також є можливість відгукнутися на вже опубліковане оголошення, зв'язавшись з його автором через онлайн-чат на сайті або за номером телефону. За замовчуванням оголошення на OLX.ua відображаються за датою їх розміщення.
Влітку 2013 року сайт запустив мобільні додатки для пристроїв на ОС Android і iOS. 2018 року додаток налічував 10 млн встановлень.[джерело?]
У травні 2017 року сайт запустив сервіс доставки. Послуга передбачає блокування грошей на карті покупця і їх списання тільки після отримання товару. Проєкт реалізовано з «UAPAY» і «Нова пошта». Аналоги сервісу діють на таких світових майданчиках, як Ali Express, Amazon.com і eBay.[джерело?]

## Нагороди
- У листопаді 2014 року OLX вперше взяла участь в Effie Awards Ukraine 2014 (нагородження команди маркетологів за найбільш ефективні рекламні кампанії) і отримала нагороди за компанії «Slando став OLX», «Вимикайте паніку, вмикайте Slando»[11]
- «Найкраща рекламна кампанія в e-commerce», Е-Awards 2016[джерело?]
- «Вибір споживача» в категорії «E-services», Е-Awards 2016[джерело?]
- «Найкращий Маркетплейс / Прайс-агрегатор / Електронна дошка оголошень / Аукціон», Е-Awards 2017[джерело?]
- «Найкращий Маркетплейс / Прайс-агрегатор / Електронна дошка оголошень / Аукціон», Е-Awards 2018[джерело?]
- «Найкращий мобільний додаток торгового e-commerce проєкту», Е-Awards 2018[джерело?]
- «Колаборація року», Е-Awards 2018 за спільний проєкт «Доставка» з «UAPAY» і «Нова пошта»[джерело?]